# Tinophodella
Tinophodella es un género de foraminífero planctónico de la subfamilia Globigerinitinae, de la familia Candeinidae, de la superfamilia Globorotalioidea, del suborden Globigerinina y del orden Globigerinida. Su especie tipo es Tinophodella ambitacrena. Su rango cronoestratigráfico abarca desde el Burdigaliense (Mioceno inferior) hasta la Actualidad.

## Descripción
Tinophodella incluía especies con conchas trocoespiraladas, globigeriniformes; sus cámaras eran subesféricas, creciendo en tamaño de manera rápida; sus suturas intercamerales eran incididas y rectas o curvadas; su contorno ecuatorial era subtriangular, y lobulado; su periferia era redondeada; su ombligo estaba cubierto por una bulla digitada, con prolongaciones proyectándose sobre las suturas; en el estadio inicial, su abertura principal era interiomarginal, umbilical (intraumbilical); el estadio adulto, la bulla presentaba aberturas accesorias interiomarginales e infralaminares, situadas al final de las prolongaciones y que podían bordear completamente la propia bulla; presentaban pared calcítica hialina, finamente perforada con poros en copa, y superficie punteada, y pustulada.

## Discusión
Clasificaciones posteriores han incluido Tinophodella en la familia Globigerinitidae. Algunos autores consideraron Tinophodella un sinónimo subjetivo posterior de Globigerinita.

## Ecología y Paleoecología
Tinophodella incluye foraminíferos con un modo de vida planctónico (herbívoro), de distribución latitudinal cosmopolita, y habitantes pelágicos de aguas intermedias (medio mesopelágico superior).

## Clasificación
Tinophodella incluye a la siguiente especie:
- Tinophodella ambitacrena

Otras especies consideradas en Tinophodella son:
- Tinophodella antarctica
  - Tinophodella antarctica polypetala
- Tinophodella evoluta
- Tinophodella praemonita
  - Tinophodella praemonita tetrapetala
  - Tinophodella praemonita tripetala
- Tinophodella uvula
  - Tinophodella uvula quasifoliata

En Tinophodella se ha considerado el siguiente subgénero:
- Tinophodella (Parkerina), también considerado como género Parkerina, pero considerado nomen nudum e invalidado